# 理论语言学
理论语言学（theoretical linguistics）又称普通语言学，是语言学的分支，用于考察人类语言的共同规律和普遍特征。理论语言学探索語言的本質，設法回答一些有關語言的根本問題，像是：什麼是語言？語言是如何運作的？為何人類語言會有普遍文法（UG）？語言和其他認知過程的關係什麼。理论语言学主要著重在建構的語言相關知識，目標是建立有關語言的理論。

## 分类
- 语音学
- 音位学
- 词法学
- 句法学
- 语义学
- 语用学

## 交叉学科
- 历史语言学 - 研究某一种语言从历史上语法结构发展演变的学科；
- 比较语言学 - 研究各亲属语言语法结构之间的关系，互相影响以及确定各语言之间亲属关系的学科；
- 描写语言学 - 研究某一种语言，在某一特定的时期，其详细的语法结构的学科。
- 符號學 - 研究某一種記號與記號本身或者是與其他記號之間的關係。